# Championnat du Mozambique de football 2014
Navigation
Saison 2013 Saison 2015
La saison 2014 du Championnat du Mozambique de football est la trente-huitième édition du championnat de première division au Mozambique. Les quatorze meilleurs clubs du pays sont regroupés au sein d'une poule unique où ils s'affrontent deux fois, à domicile et à l'extérieur. En fin de saison, les trois derniers sont relégués et remplacés par les trois meilleurs clubs de deuxième division.
C'est la Liga Desportiva de Maputo, tenant du titre, qui remporte à nouveau le championnat cette saison après avoir terminé en tête du classement final, avec un seul point d'avance sur le Clube Ferroviário de Nampula et six sur le Clube Ferroviário da Beira. Il s'agit du quatrième titre de champion du Mozambique de l'histoire du club en cinq saisons.

## Les clubs participants
| - CD Costa do Sol - CD Maxaquene - Clube Ferroviário de Pemba - Promu de D2 - Clube Ferroviário de Maputo - GD Companhia Têxtil do Punguè - Desportivo de Nacala - Clube Ferroviário de Quelimane - Promu de D2 | - Clube Ferroviário de Nampula - Estrela Vermelha da Beira - Clube Ferroviário da Beira - Liga Desportiva de Maputo - Grupo Desportivo de Maputo - Promu de D2 - FC Chibuto - GD HCB de Songo |

## Compétition

### Classement
Le barème utilisé pour établir le classement est le suivant :
- Victoire : 3 points
- Match nul : 1 point
- Défaite, forfait ou abandon : 0 point

| Rang | Équipe                        | Pts | J  | G  | N  | P  | Bp | Bc | Diff |
| ---- | ----------------------------- | --- | -- | -- | -- | -- | -- | -- | ---- |
| 1    | Liga Desportiva de Maputo T   | 53  | 26 | 15 | 8  | 3  | 44 | 15 | +29  |
| 2    | Clube Ferroviário de Nampula  | 52  | 26 | 15 | 7  | 4  | 26 | 12 | +14  |
| 3    | Clube Ferroviário da BeiraC   | 47  | 26 | 13 | 8  | 5  | 29 | 15 | +14  |
| 4    | Grupo Desportivo de MaputoP   | 41  | 26 | 12 | 5  | 9  | 36 | 27 | +9   |
| 5    | GD HCB de Songo               | 41  | 26 | 12 | 5  | 9  | 33 | 29 | +4   |
| 6    | CD Maxaquene                  | 39  | 26 | 11 | 6  | 9  | 26 | 20 | +6   |
| 7    | FC Chibuto                    | 38  | 26 | 10 | 8  | 8  | 29 | 26 | +3   |
| 8    | CD Costa do Sol               | 36  | 26 | 10 | 6  | 10 | 32 | 27 | +5   |
| 9    | Desportivo de Nacala          | 30  | 26 | 7  | 9  | 10 | 23 | 29 | -6   |
| 10   | Clube Ferroviário de Maputo   | 29  | 26 | 7  | 8  | 11 | 24 | 25 | -1   |
| 11   | Clube Ferroviario QuelimaneP  | 29  | 26 | 8  | 5  | 13 | 18 | 33 | -15  |
| 12   | GD Companhia Têxtil do Punguè | 22  | 26 | 5  | 7  | 14 | 15 | 35 | -20  |
| 13   | Ferroviario de PembaP         | 21  | 26 | 5  | 6  | 15 | 17 | 38 | -21  |
| 14   | Estrela Vermelha da Beira     | 19  | 26 | 3  | 10 | 13 | 10 | 31 | -21  |

|  | Qualification pour la Ligue des champions de la CAF 2015                                        |
|  | Qualification pour la Coupe de la confédération 2015                                            |
|  | Relégation directe en deuxième division                                                         |
|  | T : Tenant du titre C : Vainqueur de la Coupe du Mozambique P : Club promu de deuxième division |

## Bilan de la saison
| Championnat du Mozambique de football 2014                             |                                      |
| Champion                                                               | Liga Desportiva de Maputo (4e titre) |
| Coupes et trophées                                                     |                                      |
| Vainqueur de la Coupe du Mozambique 2014                               | Clube Ferroviário da Beira           |
| Qualifications continentales                                           |                                      |
| Ligue des champions de la CAF 2015                                     | Liga Desportiva de Maputo            |
| Coupe de la confédération 2015                                         | Clube Ferroviário da Beira           |
| Promotions et relégations                                              |                                      |
| Promus en Moçambola                                                    | Ferroviario de Nacala                |
| Promus en Moçambola                                                    | Primeiro de Maio de Quelimane        |
| Promus en Moçambola                                                    | Vilankulo FC                         |
| Relégués en Championnat du Mozambique de football de deuxième division | GD Companhia Têxtil do Punguè        |
| Relégués en Championnat du Mozambique de football de deuxième division | Clube Ferroviário de Pemba           |
| Relégués en Championnat du Mozambique de football de deuxième division | Estrela Vermelha da Beira            |